# LaSalle Records
LaSalle Records est un label de musique américain, et division de Atlantic Records, fondé par le batteur de Blink 182, The Transplants, Expensive Taste et +44 Travis Barker.

## Histoire
Le label fut créé en 2004, situé à Corona en Californie, la plupart des groupes signé par Barker sur son label son punk rock, même si Barker aurait déclaré qu'il signerait aussi bien des groupes de hip-hop que de speed metal ou de musique country.
Le nom du label provient d'un modèle de Cadillac, dont Barker est collectionneur. 
Le premier groupe signé sur LaSalle Records fut le groupe rock de l'Illinois The Kinison, suivit ensuite par le groupe the Nervous Return et le propre groupe de Travis Barker The Transplants en sortant l'album Haunted Cities.

## Groupes signés
LaSalle Records n'est plus actif.

## Ancien groupe
- The Kinison
- The Nervous Return
- The Transplants